# 長嶺俊一
長嶺 俊一（ながみね しゅんいち）は、元アマチュア野球選手である。ポジションは投手。

## 来歴・人物
宮崎県立本庄高等学校で1967年夏の甲子園県予選の準々決勝で宮崎工業高校に敗れ、甲子園出場を果たすことができなかった。同年のドラフト会議で西鉄ライオンズから指名されたが拒否し、社会人野球の電電九州に入団する。その後、1969年のドラフト会議で阪急ブレーブスから指名されたが、ふたたび拒否し、社会人野球でプレーをつづけた。その後、1972年の第26回全国社会人野球九州大会では、全試合に登板3試合を完封するという好成績を残し、チームの優勝に貢献し、最優秀選手にも選ばれた。第48回都市対抗野球大会で、10年連続出場の表彰を受けている。また、第6回社会人野球日本選手権大会では準々決勝において、先発を務め、チームは準決勝に進み、大会優秀選手にも選出された。